# Lucio Marineo Sículo
Lucio Marineo Sículo (Bidino, Sicilia, 1444 - Valladolid, 1536), humanista e historiador siciliano que pasó la mayor parte de su vida en el reino de Castilla, España.

## Biografía

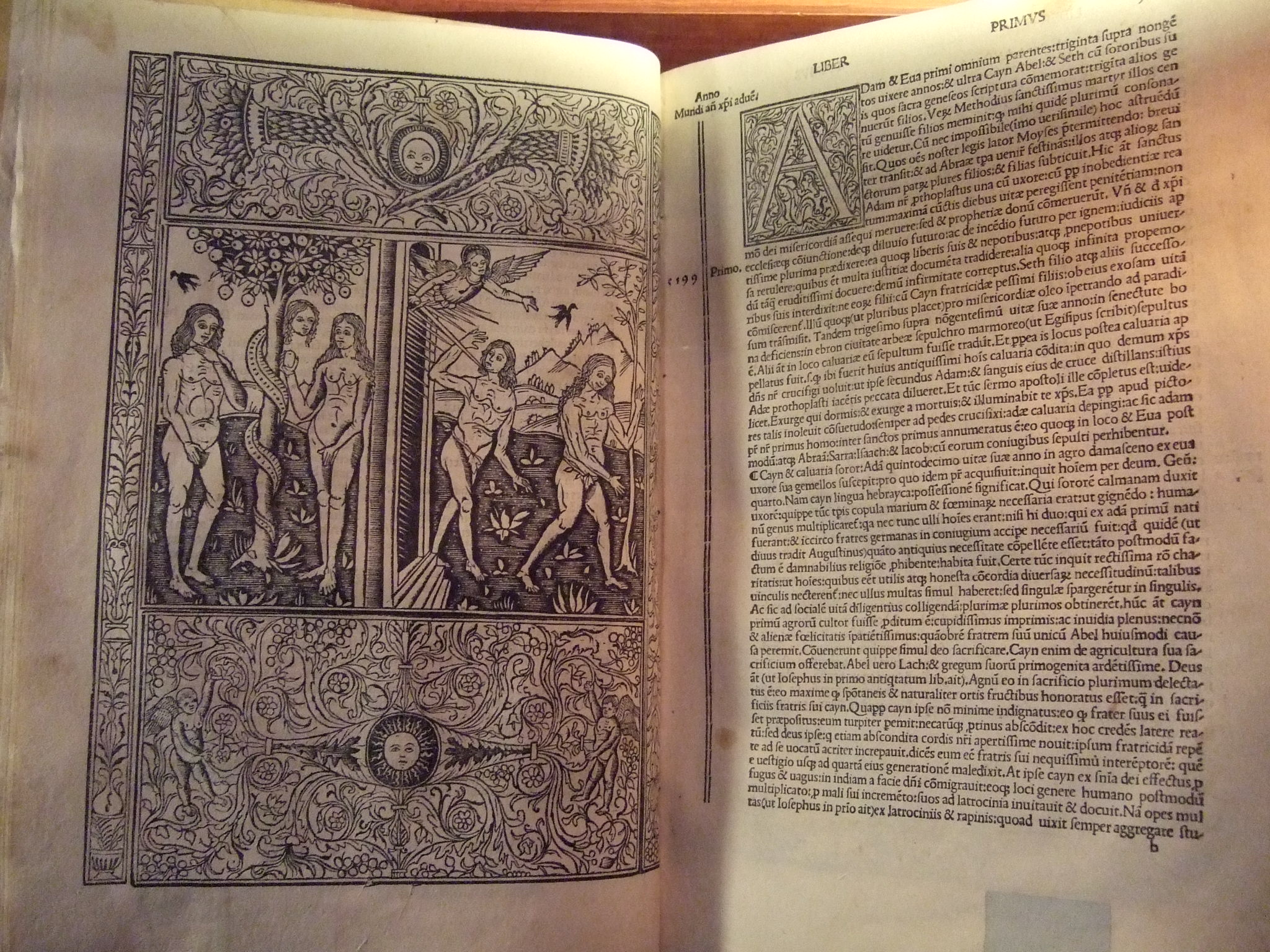
Lucio Marineo Sínculo, Pandit Aragoniae veterum primordia regum hocopus et forti..., Zaragoza, Jorge Coci, 1509.

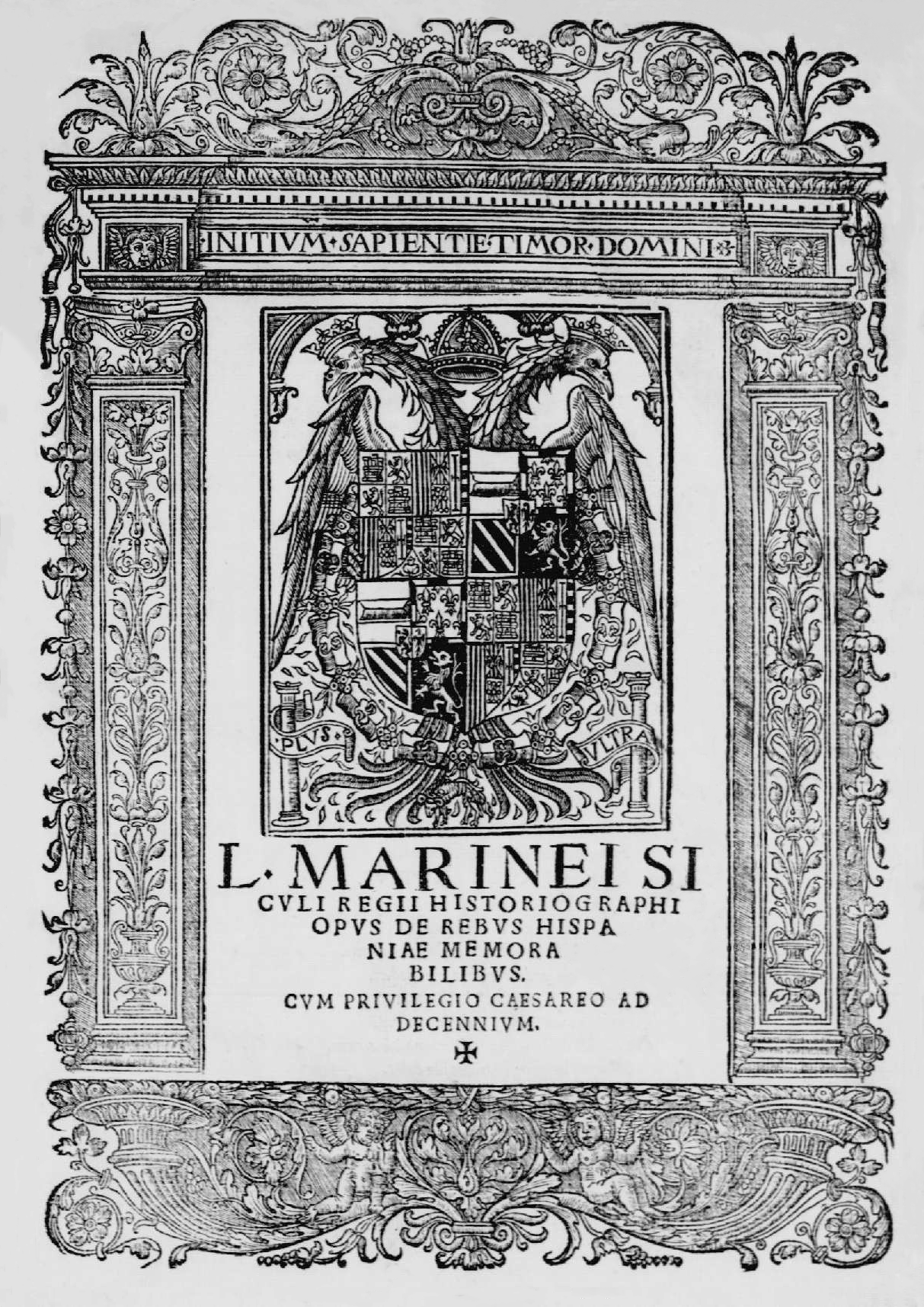
De rebus Hispaniae memorabilibus (Alcalá de Henares: Miguel de Eguía; 1530.)

Fue profesor de lengua y literatura griega y latina en Palermo. Se trasladó a España y enseñó durante doce años en la Universidad de Salamanca. Su actividad docente y sus libros influyeron en el desarrollo del Renacimiento español y tuvo entre sus discípulos a Alfonso de Segura. El rey Fernando el Católico lo llamó a la Corte y le nombró capellán suyo y cronista. Se encargó asimismo de la educación de los hijos de los nobles, inculcándoles el típico italianismo que caracteriza al Renacimiento.

## Obra
Como cronista escribió el De laudibus Hispaniae Libri VII, publicada en Burgos en 1496, primera versión de la posterior De rebus Hispaniae memorabilibus Libri XXV (Alcalá de Henares, 1530).
De Aragoniae Regibus et eorum rebus gestis libri V (Zaragoza, 1509. Una parte desglosada de este libro formó el Sumario de la vida de los Reyes Católicos, don Fernando y doña Isabel, Madrid, 1587).
Es autor asimismo de un extenso epistolario en latín humanístico (Epistolarum familiarum libri XVII).